# Clovia chinai
Clovia chinai är en insektsart som beskrevs av Victor Lallemand 1927. Clovia chinai ingår i släktet Clovia och familjen spottstritar. Inga underarter finns listade i Catalogue of Life.